# 후두연화증
후두연화증(Laryngomalacia)은 영아의 만성적 천명음의 가장 흔한 원인으로서, 기도의 원통형 모양을 유지해주는 반지 모양의 후두 상부 연골의 발달이 더뎌서, 후두가 들숨에 따라 좁혀지면서 기도를 방해하는 질병이다. 노인 환자, 특히 신경근질환으로 인해 인후 근육이 약화된 경우에도 나타난다. 그러나 영아에게 더 일반적으로 나타난다. 후두연화증은 유아기에 가장 흔한 선천성 후두 질환 중 하나이며 질병의 징후와 증상에 대한 대중 교육이 부족한 상태다.

## 원인
후두연화증은 특정 유전자와 연관돼 있지 않으나 일부 사례에서 유전된 것이라는 증거가 있다. 상기도의 이완 또는 근긴장 부족이 요인일 수 있다. 영아가 등을 대고 누운 자세일 때 악화되기도 하는데, 연한 후두개 조직이 기도 입구를 더 쉽게 덮도록 하는 자세이기 때문이다.

## 증상
"그르렁"거리는 소리 또는 숨을 들이마실 때 "꺽꺽"하는 소리가 나기도 하고, 특히 울거나 깊은 호흡을 할 때 가슴이 쑥쑥 들어가는 모양도 보인다. 대개의 영아 환자는 호흡에 천명음이 섞일 뿐 호흡이나 수유에 곤란을 겪지는 않는다. 천명음은 울 때, 수유할 때, 잘 때, 누울 때, 또는 상기도에 감염이 있을 때 더 커지기도 한다. 간혹 증세가 보다 심한 영아는 호흡곤란, 수유상의 문제, 체중증가의 부진, 무호흡(apnea), 청색증(cyanosis) 등을 겪기도 하며, 이와 같이 심각한 증상이 나타나거나 호흡이 갑작스럽게 악화될 경우 즉각 의사에게 보여야 한다.

## 진단
의료진은 아기의 건강 문제에 대해 몇 가지를 질문한 뒤, 상태를 검진하기 위한 후두경 검사를 권장할 수 있다. 확실한 진단을 위해서는 광섬유 후두경, 기도 형광 투시, 직접 후두경, 기관지경 등의 추가적인 검사도 이뤄질 수 있다.

## 치료
영아 사례의 90% 이상은 시간만이 유일한 치료법이다. 그렇지 않은 경우 수술이 필요할 수 있다. 가장 일반적인 수술은 피열후두개주름을 절제하여 성문상기도가 개방되도록 하는 것이다.  피열연골 또는 피열연골 점막/조직을 트리밍하는 성문상성형술이 이뤄질 수도 있다.
위식도 역류 질환의 치료가 후두연화증의 치료에 도움이 되기도 한다. 위 내용물로 인해 후두의 뒤쪽 부분이 부풀어 오를 수 있고, 이로 인해 기도 폐색을 심화할 수 있기 때문이다.
경우에 따라서는 일시적인 기관 절개술이 필요할 수 있다.

## 예후
후두연화증의 증상은 생후 첫 몇 달(2~3 개월)에 나타나기 시작하며, 영아가 공기를 더 격하게 흡입하기 때문에 첫 1년간은 천명음이 더욱 커질 수 있다. 대부분의 경우는 자연치유되며 15% 미만의 경우 외과적 개입이 요구된다. 부모는 이 질환에 대한 지원과 교육을 필요로 하게 된다.

## 역학
선천적 병변이기는 하나, 기도의 천명음은 일반적으로 생후 4~6주에 시작된다. 그 전까지는, 들숨의 유량이 소리가 나게 할 만큼 높지 않을 수 있기 때문이다. 일반적으로 증상은 6~8개월에 최고조에 달하며 2세까지는 완화된다.